# Andrzej Kubiak (zapaśnik)
Andrzej Józef Kubiak (ur. 4 lutego 1961 w Łodzi) – polski zapaśnik, olimpijczyk z Seulu 1988.
Zawodnik walczący w stylu wolnym w wadze lekkiej (68 kg). Reprezentował barwy klubów: Budowlani Łódź (lata 1975–1983) i Gwardia Warszawa (lata 1983–1989). Mistrz Polski w wadze lekkiej w latach 1984 i 1988.
Uczestnik mistrzostw świata oraz mistrzostw Europy w:
- Kijowie w roku 1983 podczas których zajął 10. miejsce,
- Budapeszcie w 1985 roku podczas których zajął 6. miejsce
- Tokio w 1990 roku (w barwach Niemiec) podczas których wywalczył 8. miejsce.
- Manchesterze w 1988 roku podczas których zajął 5. miejsce[1]

Na igrzyskach w Seulu wystartował w wadze lekkiej odpadając w eliminacjach.
Po igrzyskach wyjechał do Niemiec, gdzie kontynuował karierę w klubach VFK Schifferstadt (1989-1995) i KS Kollerbach (1996-1999). Po otrzymaniu obywatelstwa Niemiec w latach 1990, 1991, 1994, 1997 zdobył tytuł mistrza Niemiec w zapasach.